# Luis Alcalá Zamora

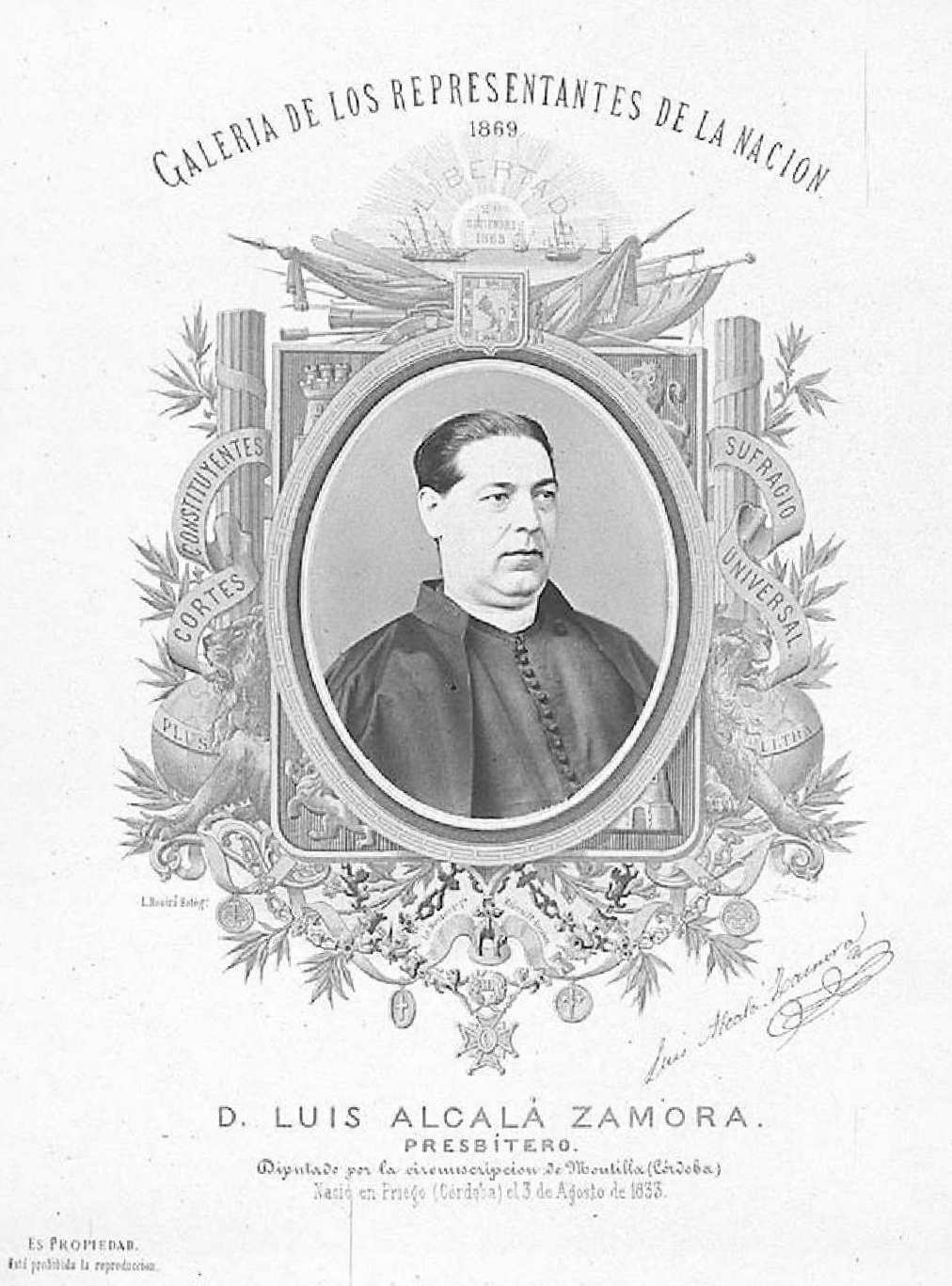
Luis Alcalá Zamora. Fotografía de Leopoldo Rovira sobre orla litográfica. Inscripción: «Galería de los representantes de la nación./1869» Inscripción en la parte inferior de la orla: «d. luis alcalá zamora./presbítero./Diputado por la circunscripción de Montilla (Córdoba)/Nació en Priego (Córdoba) el 3 de Agosto de 1833.»

Luis Alcalá Zamora y Caracuel (Priego de Córdoba, 3 de agosto de 1833-Manila, 12 de mayo de 1873) fue un sacerdote y político español, amigo y confidente de Juan Prim, diputado por la circunscripción de Montilla en las Cortes constituyentes de 1869, y obispo de Cebú –no reconocido por Roma– por nombramiento de Amadeo de Saboya. Uno de sus sobrinos, Niceto Alcalá Zamora, llegaría a ser presidente de la Segunda República Española.

## Biografía

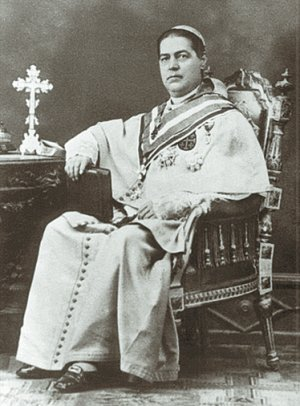
Luis Alcalá Zamora, fotografía conservada en la Casa natal y museo Niceto Alcalá-Zamora, Priego de Córdoba. Niceto Alcalá-Zamora, su sobrino, escribe en sus Memorias: «Los retratos en que yo he visto al sacerdote y al prelado revolucionario, al primer votante por don Amadeo, muestran la recia complexión, la fisonomía satisfecha de un buen mozo, cuya sonrisa, más irónica que alegre, parece meditar en el contraste de toda su vida entre los hábitos que vistiera y los pulsos que sintió. Pero no era esta comprensión, al cabo más humana, de la vida aventurera la que yo escuchaba, sino la heroica de conspiraciones, destierros, intrigas y apoteosis triunfales».

De familia acomodada, noveno hijo de Gregorio Alcalá Zamora y de Engracia Caracuel, nació en Priego de Córdoba el 3 de agosto de 1833. Estudió bachiller en el instituto de Cabra. Al completar la educación secundaria se trasladó a Madrid para estudiar Derecho, carrera que abandonó para incorporarse a la Revolución de 1854 con grado de alférez de la Milicia Nacional. Tras el triunfo en 1856 de la contrarrevolución orquestada por O'Donnell abrazó la carrera eclesiástica. Sin renunciar a sus ideales liberales el mismo año fue tonsurado de órdenes menores y solo un año después ordenado de sacerdote. Miembro del Partido Progresista, en 1866 participó en los pronunciamientos encabezados ese año por el general Prim, tratando infructuosamente de sublevar a la guarnición de Alcalá de Henares y, posteriormente, interviniendo en los sucesos del 22 de junio en Valencia, a donde se había trasladado acudiendo a la llamada de Prim en compañía del brigadier Domingo Moriones y Murillo. En agosto viajó a Ostende, retornando al poco tiempo a España y posteriormente hizo varios viajes a Bruselas como emisario y confidente de Prim. Tras la nueva intentona fracasada de agosto de 1867 hubo de exiliarse, marchando primero a París y luego a Londres.
De él y de sus andanzas como conspirador y revolucionario fracasado por aquellos años, escribió Ramón del Valle-Inclán en Viva mi dueño, segunda novela de la trilogía El ruedo ibérico, cuya acción discurre en los momentos finales del reinado de Isabel II:

Proclamada la Ley Marcial por hacer inexorable el castigo de los conspiradores, aquellos más comprometidos se apañaron escondite a las esperas de ocasión y disfraz para fugarse de España. [...] Don Luis Alcalá Zamora, clérigo privado de licencias, hubo con tales alarmas de cambiarse en melero alcarreño. El Coronel Cembrano, sin bigotes ni perillona, tomó para sí el balandrán y la teja: luego se propaló que, revestido con los andularios del clérigo progresista y echando bendiciones, había repasado la muga de Francia por Dancharinea.
Valle-Inclán, Viva mi dueño, I, IV.

En julio de 1868 regresó a España con la misión de reanudar en Andalucía los preparativos para una nueva insurrección y al estallar la Revolución de Septiembre se embarcó como capellán del cuartel general en la fragata blindada Zaragoza, acompañando a Prim en todo momento hasta su entrada triunfal en Madrid. Elegido diputado por Montilla en enero de 1869, participó con discreción en los debates constituyentes y en la cuestión religiosa votó a favor de la libertad de cultos, «pues la tolerancia es una de las primeras máximas del cristianismo». Fue de nuevo elegido diputado en las elecciones celebradas en marzo de 1871, en las que se presentó por el distrito de Priego, habiendo obtenido 7495 votos de un total de 7676 votos emitidos.
Diputado hasta enero de 1872, votó a favor de Amadeo de Saboya y fue por decreto de uno de sus gobiernos nombrado obispo de Cebú en Filipinas. Allí murió el 12 de mayo de 1873 en extrañas circunstancias, sin haber llegado a tomar posesión del cargo para el que nunca tuvo el reconocimiento de la Santa Sede. Entre los recuerdos de su infancia, Niceto Alcalá-Zamora, primer presidente de la Segunda República española, guardaba las historias que su tía la mayor, Rita, con la que se había criado, le contaba del tío aventurero, al que no llegó a conocer:

Fue mi tío el cura demócrata, apasionado y conspirador, que como ayudante con sotana de Prim le ayudase a sublevar guarniciones y le enviase verdaderos partes militares. Estuvo emigrado en Francia y perseguido en España para condenarlo a muerte. Votó con hábitos la libertad de cultos; el suyo fue el primer sufragio para elección de don Amadeo; y obispo joven y revolucionario murió prematura y misteriosamente en Cebú, sin haber podido realizar su ideal o sueño de reintegrarse a la jerarquía peninsular para el gran intento de una reconciliación definitiva entre la libertad y la iglesia.